# Brometo de cálcio
Brometo de cálcio é o composto de fórmula química CaBr2